# Kerrang
Kerrang (eigene Schreibweise Kerrang!) ist eine wöchentlich erscheinende, britische Musikzeitschrift mit Schwerpunkt auf Rockmusik und Metal. Der Titel „Kerrang!“ wird zumeist auf das Geräusch zurückgeführt, das eine an einen Verstärker angeschlossene E-Gitarre verursacht, die zu Boden fällt.
Inhaber des Magazins ist der Heinrich Bauer Verlag, der 2007 die englische „East Midlands Allied Press“ (Emap) erworben hat.

## Geschichte
Die erste Ausgabe des Kerrang erschien 1981, zunächst als Sonderheft der wöchentlich erscheinenden Zeitung Sounds, die sich anders als ihre Rivalen Melody Maker oder NME schwerpunktmäßig eher um Hard Rock als um neue Trends und Moden kümmerte. Kerrang!, im Magazinformat auf hochwertigerem als Zeitungspapier und in Farbe, widmete sich der gerade aufblühenden New Wave of British Heavy Metal (Chefredakteur Geoff Barton hatte Def Leppard zu ihrem Plattenvertrag verholfen), aber auch optisch auffälligeren Acts wie Venom, Hanoi Rocks, Prince. Die Titelseite der Erstausgabe zierte AC/DC-Gitarrist Angus Young. Über Bon Jovi und Queensrÿche wurde in Kerrang berichtet, als die Bands noch Demo-Cassetten aufnahmen, über Guns N’ Roses sehr früh und – lange – sehr ausführlich.
Während der 1980er und frühen 1990er Jahre befanden sich noch hauptsächlich englische oder Glam-Rock-Musiker auf der Titelseite, was sich abrupt änderte, als Grunge-Bands wie Nirvana zu Ruhm und Popularität gelangten. Dieses Vorgehen wiederholte das Magazin fortan bei jedem Trendwechsel im Musikgeschäft und wird wegen dieser Unbeständigkeit häufig von seinen Lesern kritisiert.
Der Inhalt des Magazins umfasst eine breite Palette von Mainstream-Rock- und -Metal-Bands wie Nirvana, Green Day, The Darkness oder Bon Jovi. In Großbritannien ist das Magazin eng mit dem Post-Nu-Metal-Phänomen der „Grunger“ verbunden, welchen das Magazin einen Großteil seiner Umsatzsteigerung in den frühen 2000er Jahren und seines gegenwärtigen kommerziellen Erfolgs zu verdanken haben dürfte.
Durch einen Bericht über die norwegische Black-Metal-Szene Anfang der Neunziger war Kerrang! maßgeblich am damals ausgelösten Öffentlichkeitsinteresse an dieser Szene beteiligt.

## Ableger

### Deutsche Ausgabe
Zum Open-Air-Festival Monsters of Rock bzw. zur Popkomm 1992 erschien Kerrang! erstmals auf Deutsch, zunächst alle zwei Monate, ab März 1994 monatlich. Fast identische Versionen, auch umfangreicher als das wöchentlich publizierte Original, wurden für Spanien und Australien produziert. Bei der deutschen Ausgabe wirkten Autoren mit, die vorher für Metal Hammer tätig waren, für Spex und die später für Visions oder Rock Hard zu schreiben begannen. Unter den proportional vielen Mitarbeiterinnen befanden sich die danach langjährige Grafikerin des englischen Kerrang! (Caroline Fish), die Östro-430-Sängerin Martina Weith und die Gründerin von Misanthropy Records.
Eingestellt wurde die deutsche Ausgabe, als der Verlag Emap entschied, in Frankreich statt Deutschland zu expandieren.
Im November 2011 erschien wieder ein Sonderheft von Kerrang! in Deutschland.

### Hörfunk
Der 2004 gegründete Hörfunksender „Kerrang! 105.2 FM“, ansässig in Birmingham, ist ein offizieller Ableger des „Kerrang!“-Magazins. Das Angebot des Senders umfasst klassische und moderne Rockmusik, Hip-Hop, sowie vor allem auf ein junges Publikum zugeschnittene Nachrichtenbeiträge. Der Sender kann Online und über DAB empfangen werden, strahlt aber auch ein spezielles regionales Programm für Birmingham und Umgebung aus.

### Fernsehen
Auch ein digitaler Fernsehkanal, der Musiksender „Kerrang! TV“, ist ein direkter Ableger des „Kerrang!“. Wie auch beim Radiosender „Kerrang! 105.2 FM“ konzentriert sich das Angebot hauptsächlich auf Mainstream-Musik, strahlt aber nicht nur Musikvideos von Nu-Metal-Bands aus, sondern präsentiert auch stundenlange Playlists der größten Rockhits aller Zeiten, präsentiert von den Rockstars von heute.